# Kunstwerk Vossenbosch
Kunstwerk Vossenbosch is in 2021 opgericht ter nagedachtenis aan het Molukse woonoord Vossenbosch in de Nederlandse gemeente Wierden.
De kunstenaar is Okke Weerstand. Een stalen boog symboliseert een barak met aan de binnenzijde het silhouet van mensen. Maar deze mensen zijn afwezig. Onder de boog ligt een zwerfkei met daarop een maquette van het voormalige kamp. Deze maquette werd twee weken voor de komst van de koning gestolen, maar was bij zijn komst naar de ceremoniële overdracht vervangen voor een nieuwe.

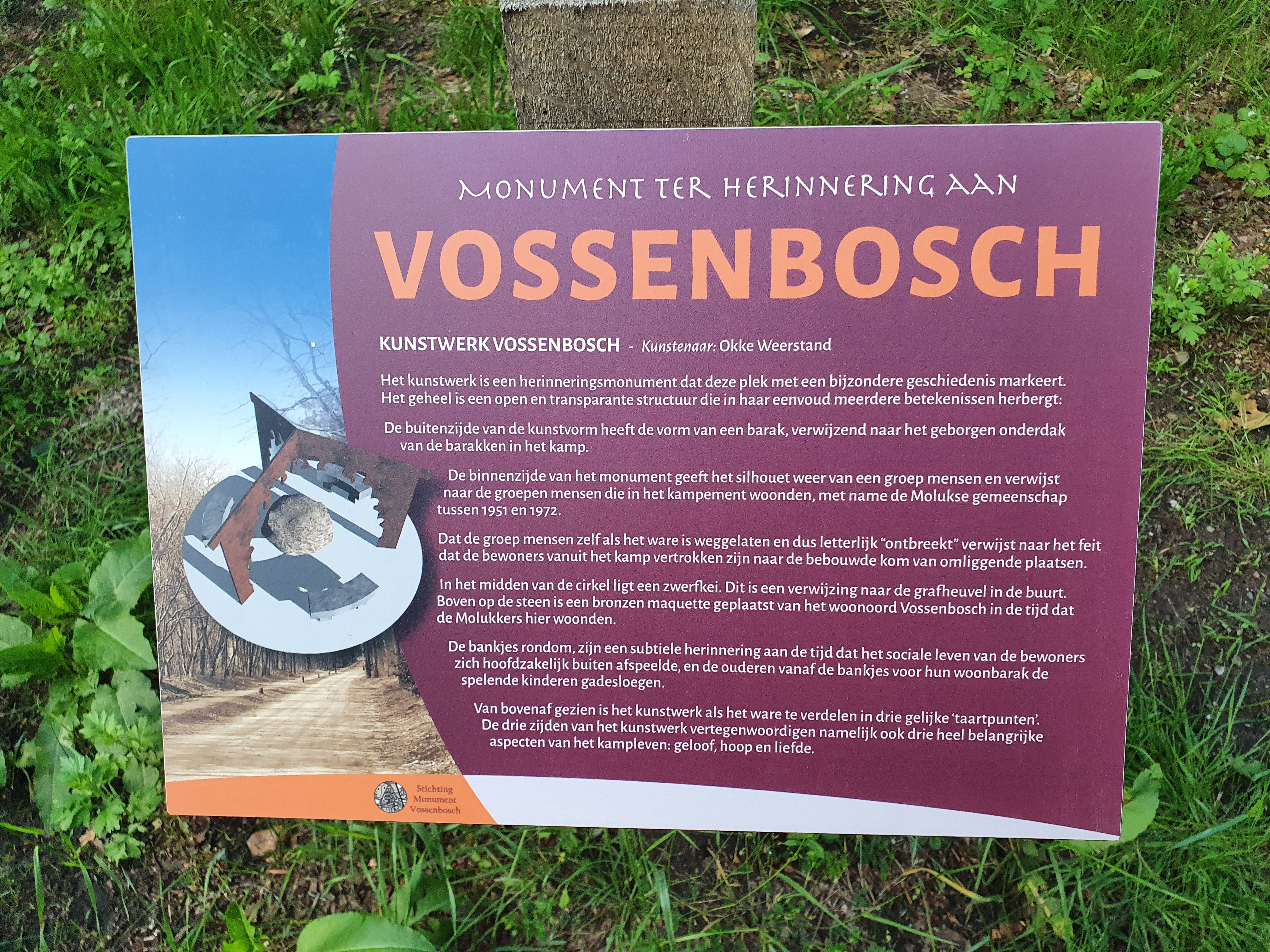
beschrijving van het kunstwerk
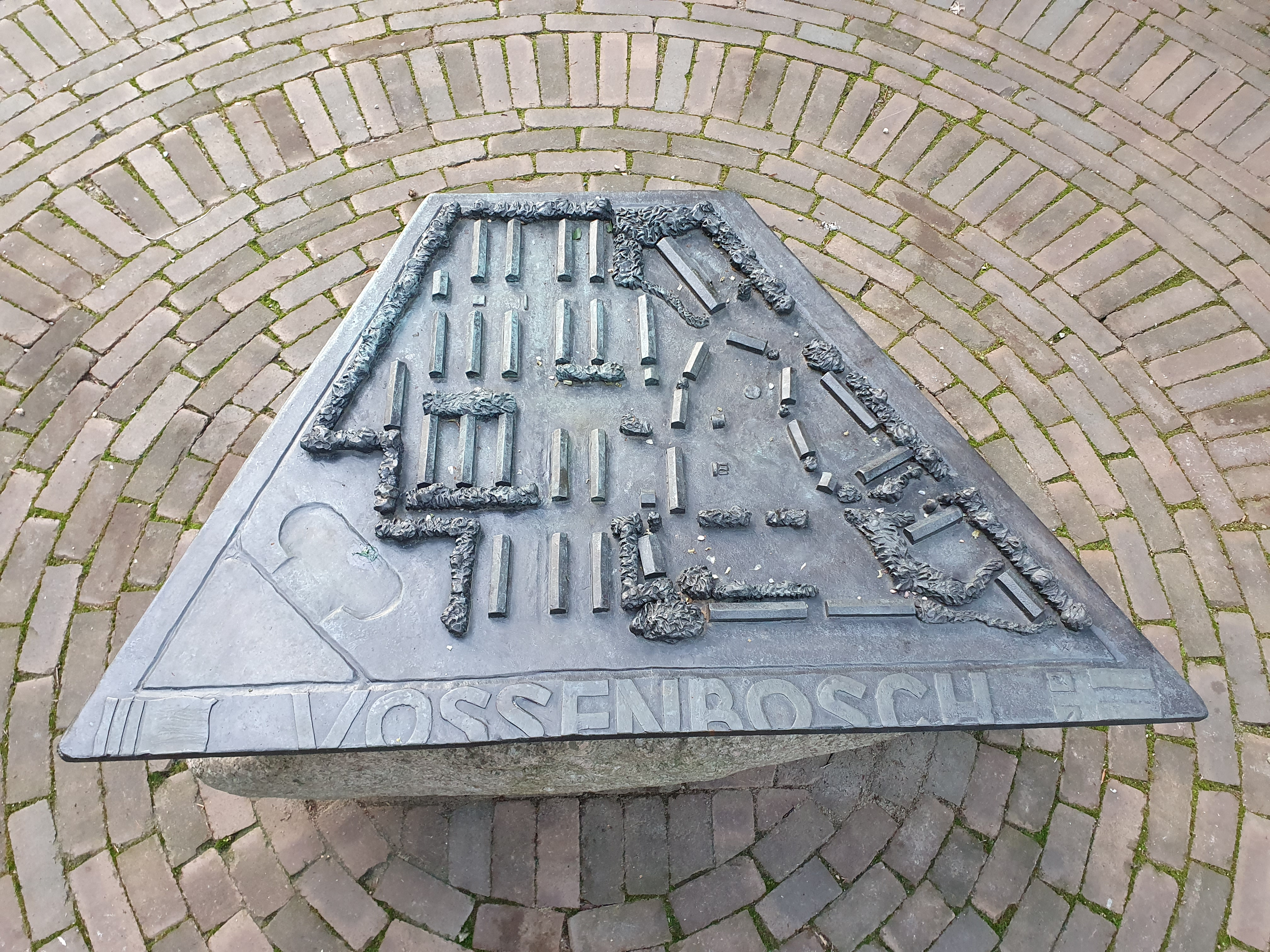
maquette van woonoord Vossenbosch op de zwerfkei